# Castedo (Torre de Moncorvo)
Castedo é uma povoação portuguesa sede da Freguesia de Castedo do Município de Torre de Moncorvo, freguesia com 17,79 km² de área e 180 habitantes (censo de 2021), tendo, por isso, uma densidade populacional de 10,1 hab./km².

## Demografia
A população registada nos censos foi:
| Distribuição da População por Grupos Etários | Distribuição da População por Grupos Etários | Distribuição da População por Grupos Etários | Distribuição da População por Grupos Etários | Distribuição da População por Grupos Etários |
| -------------------------------------------- | -------------------------------------------- | -------------------------------------------- | -------------------------------------------- | -------------------------------------------- |
| Ano                                          | 0-14 Anos                                    | 15-24 Anos                                   | 25-64 Anos                                   | > 65 Anos                                    |
| 2001                                         | 35                                           | 25                                           | 100                                          | 115                                          |
| 2011                                         | 23                                           | 20                                           | 104                                          | 89                                           |
| 2021                                         | 14                                           | 19                                           | 84                                           | 63                                           |